# USA ved vinter-OL 1952
USA deltog ved Vinter-OL 1952 i Oslo med 63 sportsudøvere. De deltog i otte sportsgrene, alpint, bobslæde, langrend, kunstskøjeløb, skihop, skøjter, ishockey og nordisk kombineret. Deres resultater betød, at USA blev næstbedste nation ved at vinde fire guld-, seks sølv- og en bronzemedalje. 

## Medaljer
| 1952 Oslo | Guld | Sølv | Bronze | Total |
| USA       | 4    | 6    | 1      | 11    |

## Medaljevindere
De amerikanske medaljevindere var:
| USA USA ved vinter-OL 1952 i Oslo | USA USA ved vinter-OL 1952 i Oslo | USA USA ved vinter-OL 1952 i Oslo | USA USA ved vinter-OL 1952 i Oslo | USA USA ved vinter-OL 1952 i Oslo |
| Medaljer                          | Deltager | Sport                             | Øvelse                            | Resultater |
| --------------------------------- | --- | --------------------------------- | --------------------------------- | --- |
| Guld                              | Richard Button | Kunstskøjteløb                    | mænd, single                      | |
| Guld                              | Kenneth Henry | Skøjter                           | 500 meter                         | 43,2 |
| Guld                              | Andrea Mead-Lawrence | Alpint                            | slalom, damer                     | |
| Guld                              | Andrea Mead-Lawrence | Alpint                            | storslalom, damer                 | |
| Sølv                              | Tenley Albright | Kunstskøjteløb                    | damer, single                     | |
| Sølv                              | Donald McDermott | Skøjter                           | 500 meter                         | 43,9 |
| Sølv                              | Karol Kennedy og Michael Kennedy | Kunstskøjteløb                    | parløb                            | |
| Sølv                              | «USA I» Stanley Benham Patrick Martin | Bobslæde                          | toerbob                           | 5.26,89 |
| Sølv                              | «USA I» Stanley Benham Patrick Martin Howard Crossett James Atkinson | Bobslæde                          | firerbob                          | 5.10,84 |
| Sølv                              | Ruben Bjorkman Leonard Ceglarski Joseph Czarnota Richard Desmond André Gambucci Clifford Harrison Gerald Kilmartin John Mulhern John Noah Arnold Oss Robert Rompre James Sedin Alfred Van Allen Donald Whiston Ken Yackel | Ishockey                          | Ishockey                          | USA: · 3-2 Norge NOR · 8-2 Tyskland GER · 8-2 Finland FIN · 8-2 Schweiz SUI · 2-4 Sverige SWE · 5-3 Polen POL · 6-3 Tjekkoslovakiet TCH · 3-3 Canada CAN |
| Bronze                            | James Grogan | Kunstskøjteløb                    | mænd, single                      | |